# رمان امری
رمان امری (انگلیسی: Román Emery؛ زادهٔ ۵ ژانویهٔ ۱۹۳۱) بازیکن فوتبال است.